# 1977年小国火球
1977年小国火球（1977ねんおぐにかきゅう）は、1977年に、日本の福島県と山形県で目撃された大火球である。

## 概要
福島県会津若松市、喜多方市から山形県の小国町方向に飛行し、会津若松市上空で大音響とともに大分裂した。隕石は発見されなかった。このイベントは話題となり、50年以上の間、発見者が保管していて、鑑定されていなかった天童隕石と長井隕石が世にでるきっかけとなった。
1977年5月10日21時30分すぎ、大音響とともに満月のように明るい火球が目撃された。火球は小国町上空で消滅した。栃木県の茂木天文同好会のメンバーが火球の撮影に成功し、空震は福島地方気象台の地震計に記録された。新潟県境付近で天文ファンによる隕石捜索が行われたが隕石は発見されなかった。
複数の目撃情報から推定軌道が計算されおおよその落下地点が導き出された。